# Токмовское сельское поселение
Токмовское се́льское поселе́ние — муниципальное образование в Ковылкинском районе Мордовии Российской Федерации.
Административный центр — село Токмово.

## История
Статус и границы сельского поселения установлены Законом Республики Мордовия от 7 февраля 2005 года № 13-З «Об установлении границ муниципальных образований Ковылкинского муниципального района, Ковылкинского муниципального района и наделении их статусом сельского поселения, городского поселения и муниципального района».
Законом Республики Мордовия от 12 марта 2010 года, было упразднено Новопшеневское сельское поселение (сельсовет), а его населённые пункты были включены в Токмовское сельское поселение (сельсовет).

## Население
| 2002 | 2010 | 2012 | 2013 | 2014 | 2015 | 2016 |
| ---- | ---- | ---- | ---- | ---- | ---- | ---- |
| 1160 | ↘995 | ↘957 | ↘926 | ↘914 | ↘881 | ↘853 |
| 2017 | 2018 | 2019 | 2020 | 2021 |      |      |
| ↘838 | ↘815 | ↘790 | ↘769 | ↗788 |      |      |

## Состав сельского поселения
| № | Населённый пункт   | Тип населённого пункта | Население |
| - | ------------------ | ---------------------- | --------- |
| 1 | Вярвель            | деревня                | ↘73       |
| 2 | Новое Пшенево      | село                   | ↘130      |
| 3 | Подгорное Алексово | село                   | →5        |
| 4 | Токмово            | село                   | ↘719      |